# Diocèse de Metz
Le diocèse de Metz (en latin : dioecesis Metensis) est une Église particulière de l'Église catholique latine en France. Il couvre le département de la Moselle. Son évêché se situe à Metz où l’ancienne abbaye Sainte-Glossinde sert de lieu de résidence à l’évêque et de siège pour l’administration diocésaine (secrétariat, chancellerie, service des archives, service de la communication…), l’officialité (tribunal épiscopal, responsable par exemple des procès de nullité de mariage) et les bureaux des pèlerinages diocésains.
Le siège épiscopal est occupé depuis 2022 par Philippe Ballot, archevêque ad personnam. Olivier Ribolot en est le vicaire général depuis fin août 2023.
Depuis 1874, il est exempt et relève directement du Saint-Siège.
L'église cathédrale du diocèse est la cathédrale Saint-Étienne de Metz. Le diocèse compte deux basiliques mineures : la basilique Saint-Vincent de Metz et la basilique Notre-Dame-de-Bon-Secours de Saint-Avold.

## Description géographique
Le territoire de l'actuel diocèse de Metz correspond au département de la Moselle.
Il est composé de 34 archiprêtrés et 136 communautés de paroisses :
1. Archiprêtré d'Albestroff (trois communautés)
2. Archiprêtré d'Ars-sur-Moselle (trois communautés)
3. Archiprêtré d'Aumetz (trois communautés)
4. Archiprêtré de Bitche (quatre communautés)
5. Archiprêtré de Boulay (quatre communautés)
6. Archiprêtré de Bouzonville (cinq communautés)
7. Archiprêtré de Château-Salins (huit communautés)
8. Archiprêtré de Creutzwald (quatre communautés)
9. Archiprêtré de Dieuze (six communautés)
10. Archiprêtré de Faulquemont (quatre communautés)
11. Archiprêtré de Forbach (cinq communautés)
12. Archiprêtré de Freyming-Merlebach (cinq communautés)
13. Archiprêtré d'Hagondange (deux communautés)
14. Archiprêtré d'Hayange (trois communautés)
15. Archiprêtré d'Hettange-Grande (deux communautés)
16. Archiprêtré de Lorquin (trois communautés)
17. Archiprêtré de Metz Cathédrale (deux communautés)
18. Archiprêtré de Metz Devant-les-Ponts (trois communautés)
19. Archiprêtré de Metz Queleu (trois communautés)
20. Archiprêtré de Montigny-lès-Metz (quatre communautés)
21. Archiprêtré de Morhange (cinq communautés)
22. Archiprêtré de Peltre (sept communautés)
23. Archiprêtré de Phalsbourg (six communautés)
24. Archiprêtré de Rémilly (deux communautés)
25. Archiprêtré de Rohrbach (trois communautés)
26. Archiprêtré de Rombas (cinq communautés)
27. Archiprêtré de Saint-Avold (trois communautés)
28. Archiprêtré de Sarralbe (trois communautés)
29. Archiprêtré de Sarrebourg (six communautés)
30. Archiprêtré de Sarreguemines (six communautés)
31. Archiprêtré de Sierck-les-Bains (trois communautés)
32. Archiprêtré de Thionville (trois communautés)
33. Archiprêtré de Vigy (trois communautés)
34. Archiprêtré de Yutz (trois communautés)

## Histoire

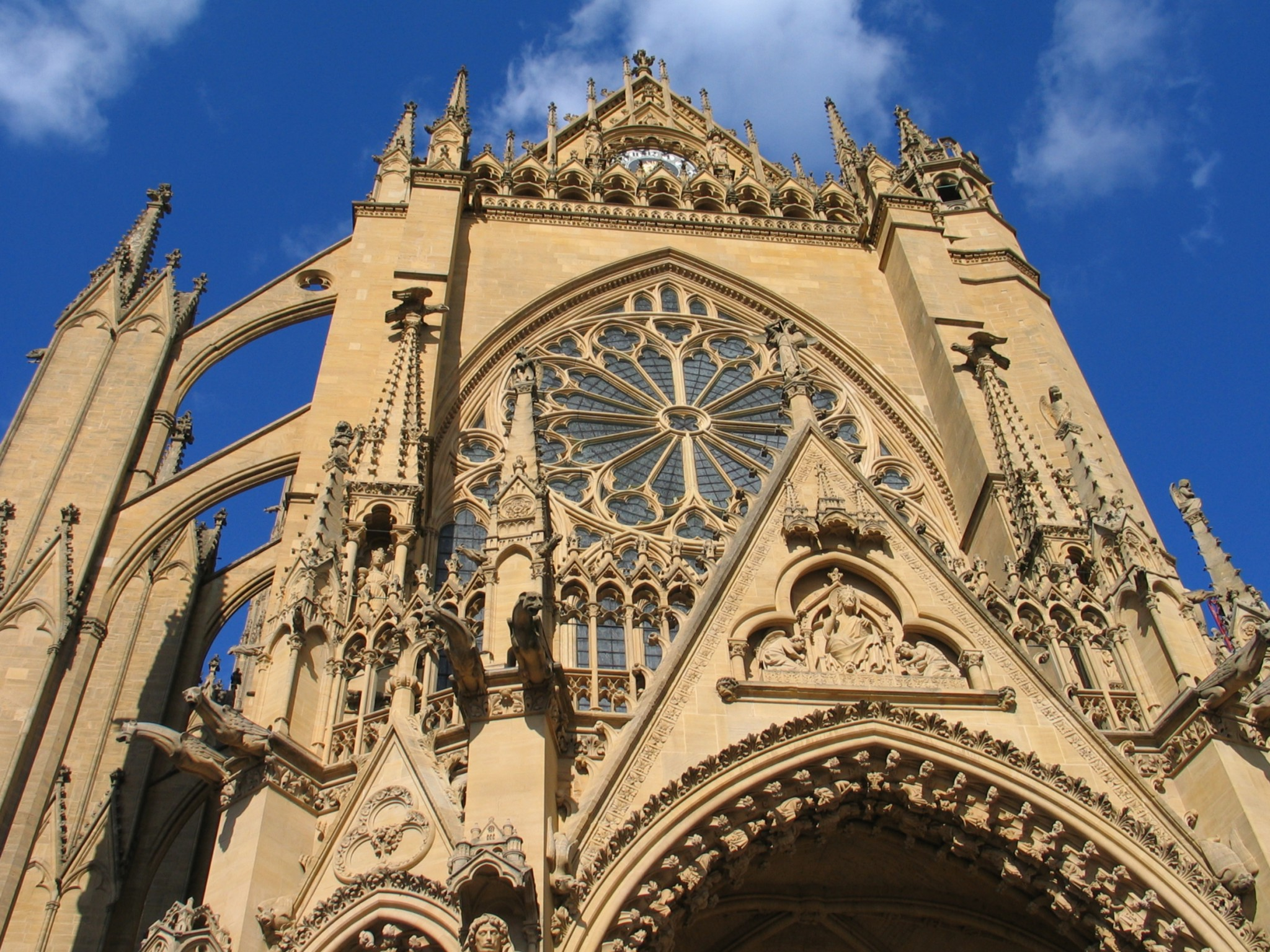
Vue de la cathédrale Saint-Étienne.

L’évêché est fondé au IIIe siècle. Il est intégré ensuite au royaume d’Austrasie mérovingien dont Metz est la capitale puis à l’Empire carolingien. C’est à cette époque que l’évêque reçoit de Charlemagne certains privilèges, tels que la perception d’impôt sur les terres épiscopales. À la suite du démantèlement de l’Empire, les terres de l’évêché passent du royaume de Francie médiane puis de Lotharingie au duché de Haute-Lotharingie vassal de l’empereur romain germanique ; l’évêque devient à la fin du Xe siècle comte souverain de Metz et prince du Saint-Empire. Or à la suite de la guerre des Amis de 1234 qui oppose les bourgeois messins à l’évêque Jean Ier d’Apremont ce-dernier se voit obligé de reconnaître l’indépendance de la ville. À la suite de cela le pays messin s’émancipe lui aussi partiellement de la tutelle de l’évêque en se rapprochant de la ville avec laquelle il entretient des échanges constants. Il se retire alors sur ses terres ecclésiastiques de Vic-sur-Seille pendant trois siècles. 
En 1552 la ville de Metz et ses dépendances sont occupées militairement par les troupes du roi français Henri II tout comme les terres de Verdun et Toul. Le « protectorat » des Trois-Évêchés lorrains se transforme peu à peu en une annexion de facto qui est reconnue de jure aux termes du traité de Munster en 1648.
L’évêque depuis le Xe siècle d’une part et la municipalité de Metz depuis la fin du XIVe siècle d’autre part, disposent et usent du droit de monnaie. En réalité, l’évêque cède l’atelier de Metz à la ville en 1383 et ses successeurs continuent jusqu’en 1460 le monnayage épiscopal à Marsal, une possession de la principauté épiscopale de Metz. Après une interruption d’un siècle environ, le cardinal Robert de Lenoncourt, évêque de Metz en 1551, fait installer un nouvel atelier à Vic-sur-Seille pour remplacer celui de Marsal et reprend le monnayage épiscopal. Sous l’occupation française, c’est son successeur Charles III de Lorraine qui le fait fonctionner jusqu’en 1559[précision nécessaire] en y faisant frapper des pièces de type français et d’autres du système de l’Empire. Après une nouvelle interruption, l’évêque Henri de Verneuil émet quelques pièces au début du XVIIe siècle.
Cependant, après une mise sous séquestre de l’atelier par le roi de France en 1553, la ville de Metz recouvre son droit de battre monnaie en 1563 et l’utilise jusqu’en 1662.
L’évêché fait alors partie de l’archevêché de Trèves.
Jusqu’à la réunion des Trois-Évêchés à la France, Metz fait partie du cercle impérial du Haut-Rhin.
Charles de Lorraine a rédigé la coutume de l’évêché en 1601, elle sera appliquée jusqu’à la publication du code civil.
Avant la Révolution, l’archiprêtré de Bouquenom, division de l’archidiaconé de Sarrebourg, faisait partie du diocèse de Metz.

Après la tourmente révolutionnaire, soucieux de restaurer la paix civile et religieuse en France, le Premier consul Napoléon Bonaparte établit un concordat avec le pape Pie VII, le 26 messidor an IX (15 juillet 1801). Ratifié le 23 fructidor an IX (10 septembre 1801), ce traité est promulgué par la loi du 18 germinal an X (8 avril 1802), en même temps qu’un ensemble de dispositions qui lui sont attachées, appelés articles organiques. Ces derniers sont décidés unilatéralement par le gouvernement français. Au total, durant le XIXe siècle, quatre cultes seront reconnus l’Église catholique, l’Église réformée, celle de la Confession d’Augsbourg (EPCAAL) et le culte israélite. Juridiquement, ces cultes sont chargés d'assurer un « service public », auquel l’État alloue un budget.
De nombreux textes législatifs et la pratique du Conseil d’État continuent d’enrichir le corpus du droit cultuel français. S’agissant de l’Église catholique, sont à citer le redécoupage des diocèses français, la nomination des évêques par le gouvernement, la rétribution des ministres du culte par l’État, la création d’établissements publics destinés notamment à la gestion matérielle de l’Église (menses épiscopales et curiales, bureaux des séminaires, fabriques paroissiales et chapitres cathédraux), un statut particulier pour les congrégations religieuses, ou encore les règles régissant l’enseignement. Le Concordat redessine la carte des diocèses français : Metz devient suffragant de Besançon et son territoire correspond aux départements de la Moselle, des Forêts et des Ardennes.
Le projet de concordat du 11 juin 1817, qui n’est jamais entré en vigueur, prévoyait de circonscrire le diocèse de Metz au département de la Moselle.
Le 6 octobre 1822, le département des Ardennes fut détaché du diocèse de Metz pour former l’archidiocèse de Reims. En 1823, après la mort de Gaspard-André Jauffret, le territoire du diocèse fut diminué, au profit du diocèse de Namur, de sa partie qui se trouvait dans le royaume des Pays-Bas (soit l’ancien département des Forêts). Le diocèse de Metz était donc réduit au seul département de la Moselle.
En 1871, le traité de Francfort entraîne l’annexion de l’Alsace et de la partie nord-est de la Lorraine (régions germanophones et pays messin) au tout nouvel Empire allemand. Très vite se pose la question du statut des cultes dans les territoires annexés. Le Concordat, traité de droit international, ne peut théoriquement pas s’appliquer sur un territoire ne relevant plus de la souveraineté de l’un des signataires. En outre, l’article 17 du Concordat prévoit la renégociation des accords obtenus dans le cas où le successeur du Premier consul ne serait pas catholique, ce qui est le cas de l’empereur d’Allemagne. En définitive, par accord tacite entre l’Allemagne et le Saint-Siège, l’ensemble du régime cultuel français est maintenu dans les trois départements annexés. Durant toute cette période, le législateur complète ou modifie les dispositions existantes par des lois spécifiques au Reichsland Elsass-Lothringen ou applicables à l’ensemble de l’Empire.
Par le décret Rem in ecclesiastica du 14 juin 1874, la Sacrée Congrégation consistoriale exempte le diocèse qui devient ainsi sujet immédiat du Saint-Siège.

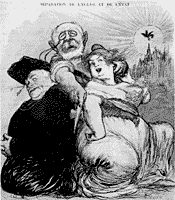
Loi de séparation des Églises et de l’État.

En 1918, la fin du premier conflit mondial entraîne le retour des départements du Rhin et de la Moselle à la France, dont l’histoire religieuse a connu des bouleversements durant toute la période de l’annexion : le 9 décembre 1905, le parlement français a voté la loi dite de séparation de l’Église et de l’État. Si le principe du libre exercice des cultes y est affirmé, les cultes perdent en revanche toute reconnaissance de la part de l’État. Dans ce contexte, l’attachement des Alsaciens-Mosellans au particularisme juridique local et notamment cultuel, la supériorité technique de certaines dispositions législatives en matière de sécurité sociale, de droit notarial ou commercial par exemple ont empêché la réintroduction du droit civil français sans certains aménagements. C’est ainsi que la loi civile du 1er juin 1924 permet le maintien des dispositions du droit local cultuel, à titre transitoire.
En revanche si l’évêque français avait pu se maintenir à Metz en 1871, malgré son opposition farouche à l’annexion par l’Allemagne, son successeur allemand, bien qu’il ait largement montré son respect et sa compassion à ses fidèles, dut se démettre de ses fonctions en 1919.
Entre 1940 et 1944, l’annexion de fait par le Troisième Reich entraîne la suppression du système juridique des cultes en Alsace et en Moselle, qui sera rétabli à la Libération par une ordonnance du 15 septembre 1944, sous sa forme antérieure. Depuis cette date, quelques textes ont modifié le corpus juridique, principalement aux fins de permettre l’ajustement de certaines dispositions devenues inopérantes. Comme le Conseil d’État l’affirme dans un avis du 24 janvier 1925, le régime concordataire, tel qu’il résulte de la loi du 18 germinal an X (8 avril 1802), continue d’être applicable dans les départements du Rhin et de la Moselle. Depuis 1874, les diocèses de Strasbourg et de Metz dépendent directement du Saint-Siège et donc d’aucune province ecclésiastique française.
En l’an 2000, Pierre Raffin, alors évêque du diocèse, a promulgué un projet pastoral diocésain pour le diocèse de Metz. Douze orientations ont été données à l’Église catholique en Moselle. La plus significative et la plus visible reste le regroupement des 649 paroisses regroupées en 27 archiprêtrés et cinq archidiaconés (Metz, Thionville, Saint-Avold, Sarrebourg, Sarreguemines), 136 communautés de paroisses, 251 prêtres en activité et 58 diacres permanents. En 2009, à la suite du rassemblement des personnes engagées en catéchèse à Lourdes, une rencontre a rassemblé plus de 1 500 personnes à la cathédrale Saint-Étienne de Metz. De cette dynamique sont nées des orientations pour la catéchèse et l’évangélisation, qui seront promulguées par Pierre Raffin le 23 octobre 2011, sous forme de projet global de catéchèse pour le diocèse.

## Évêques originaires du diocèse de Metz
- Gilbert Duchêne, évêque émérite de Saint-Claude
- Alphonse Georger, évêque émérite d’Oran
- Stanislas Lalanne, évêque de Pontoise
- Roland Minnerath, archevêque émérite de Dijon
- Paul-Joseph Schmitt, évêque émérite de Metz
- Marc Stenger, évêque émérite de Troyes

## Armoiries
| Blason | Blasonnement : Le chapitre de la cathédrale de Metz portait : de gueules au dextrochère de carnation vêtu d’azur mouvant d’une nuée d’argent, tenant une épée du même garnie d’or et accostée de deux cailloux aussi d’or. Commentaires : Les pierres rappellent le martyre de saint Étienne, lapidé, et la main tenant l’épée saint Paul, qui eut la tête tranchée. Ces deux saints sont les saints patrons du diocèse. Ces armoiries se retrouvent dans celles de plusieurs communes actuelles du diocèse telles qu’Ars-sur-Moselle ou Montigny-lès-Metz. |